# أزمة الزبدة النرويجية

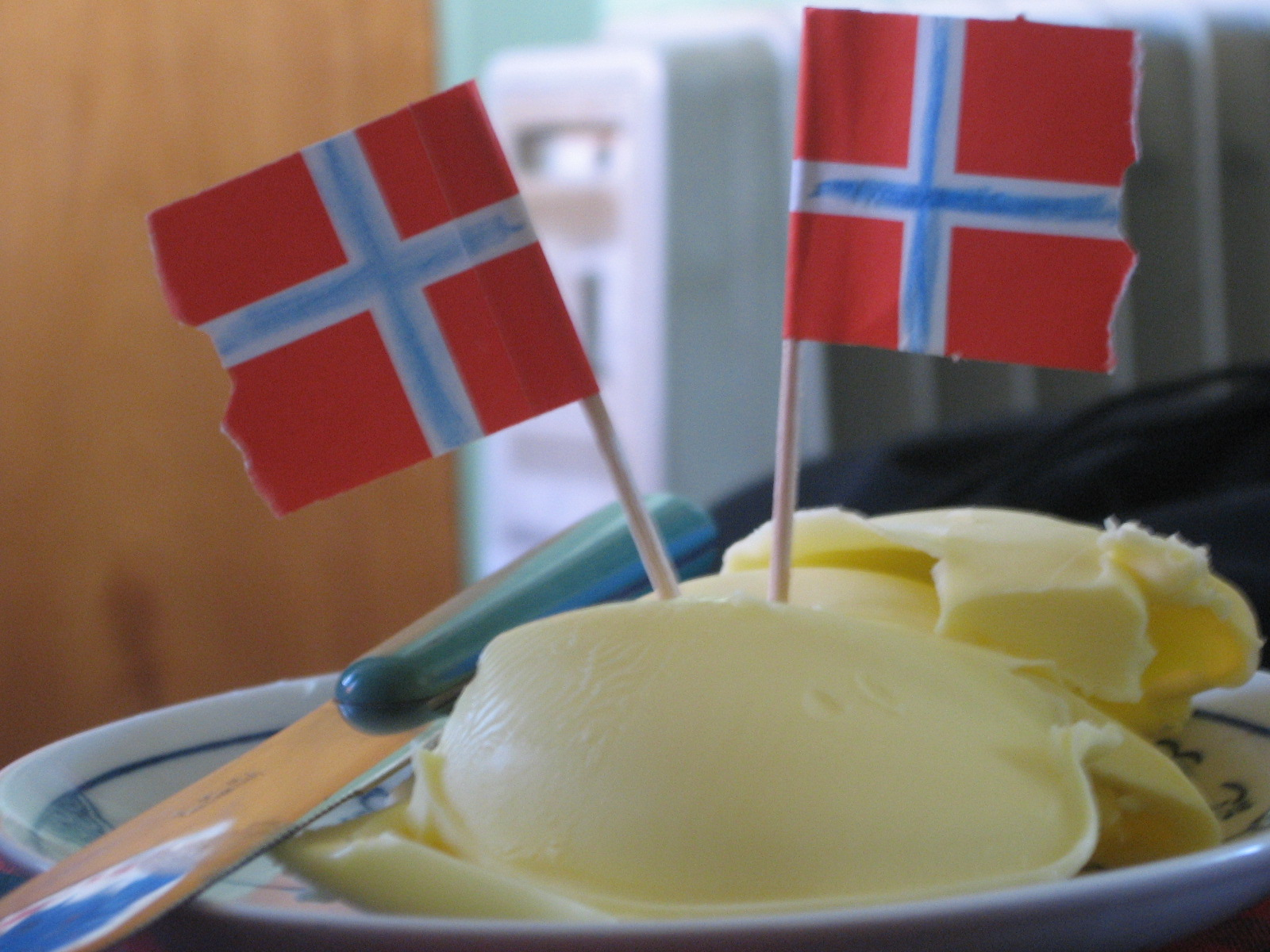
طبق من الزبدة النرويجية يقدم بشكل مدهن في يوم الدستور النرويجي

يُقدم طبق من الزبدة النرويجية القابلة للدهن في يوم الدستور النرويجي.
تُسمى الحلوى النرويجية التقليدية julebrødأوjulekake (كعك/ خبز عيد الميلاد) وهي قطع خبز مغطاة بالزبدة.
بدأت أزمة الزبدة النرويجية في أواخر عام 2011 مع نقص حاد في الزبدة وتضخم سعرها عبر الأسواق في النرويج.
تسبب هذا النقص في ارتفاع الأسعار ومخزونات الزبدة في غضون دقائق من التسليم. ووفقًا لصحيفة تابلويد الدنماركية B.T، فقد استحوذت النرويج على «الذعر الزبدي» بسبب النقص في الزبدة.